# Фридман
Фридман (пол. Frydman, нім. Friedmann) — село в Польщі, у гміні Лапше-Нижнє Новотарзького повіту Малопольського воєводства.
Населення — 1734 особи (2011).
У 1975-1998 роках село належало до Новосондецького воєводства.

## Демографія
Демографічна структура станом на 31 березня 2011 року:
|          | Загалом | Допрацездатний вік | Працездатний вік | Постпрацездатний вік |
| -------- | ------- | ------------------ | ---------------- | -------------------- |
| Чоловіки | 856     | 188                | 583              | 85                   |
| Жінки    | 878     | 183                | 543              | 152                  |
| Разом    | 1734    | 371                | 1126             | 237                  |